# Jörg Keckstein
Jörg Keckstein (* 9. September 1950 in Mauthen (Kärnten)) ist ein österreichischer Gynäkologe und Geburtshelfer.

## Leben und Wirken
Keckstein absolvierte von 1970 bis 1976 sein Studium der Medizin an der Ludwig-Maximilians-Universität München. Anschließend war er als Assistenzarzt an der Frauenklinik der Universität Ulm (1976/1977), der Städtischen Frauenklinik Heilbronn (1978/1979), sowie von 1979 bis 1984 erneut an der Universitätsfrauenklinik in Ulm. Nach dem Abschluss der Facharztweiterbildung 1984 war er von 1985 bis 1993 als Oberarzt, später geschäftsführender Oberarzt, weiter dort tätig. 1990 habilitierte sich Keckstein an der Universität Ulm. 
1993 wechselte Jörg Keckstein als Leiter der Abteilung für Minimalinvasive Chirurgie an die Frauenklinik Dr. Krüsmann in München. 1996 wurde er zum außerplanmäßigen Professor der Universität Ulm ernannt. Im gleichen Jahr wechselte er als Primarius der Abteilung für Gynäkologie und Geburtshilfe an das Landeskrankenhaus Villach in Kärnten. Hier leitet er das erste österreichische Endometriosezentrum der Stufe III der Europäischen Endometriose-Liga. Im Oktober 2011 wurde Keckstein mit dem Golden Scope der Arbeitsgemeinschaft Gynäkologische Endoskopie der Deutschen Gesellschaft für Gynäkologie und Geburtshilfe geehrt.

## Schriften (Auswahl)
- Jörg Keckstein, Jürgen Hucke: Die endoskopischen Operationen in der Gynäkologie. Urban & Fischer Verlag, 2003, ISBN 	950-06-1255-0 (Buenos Aires), ISBN 84-7903-750-4 (Madrid)
- Jörg Keckstein, Jürgen Hucke: Cirugía laparascópica en ginecología. Ed. Médica Panamericana, 2000, ISBN 3-437218-80-8
- Jörg Keckstein, Christiane Niehues, Anja Engelsing, Ansgar Römer, Karl W. Schweppe, Hans R. Tinneberg: Endometriose – die verkannte Frauenkrankheit!? Diagnostik und Therapie aus ganzheitsmedizinischer Sicht. Diametric Verlag, 2009, ISBN 3-938580-17-8